# Stora Djupsjön, Västergötland
Stora Djupsjön är en sjö i Karlsborgs kommun i Västergötland och ingår i Motala ströms huvudavrinningsområde. Stora Djupsjön ligger i Tiveden Natura 2000-område.